# Эм, Тьерри
Тьерри́ Эм (фр. Thierry Aymes; род. 15 октября 1973) — французский гимнаст и тренер.

## Биография
В составе сборной Франции Эм выступал на соревнованиях по гимнастике на Олимпиаде в Атланте: его персональный результат в квалификации многоборья составил 75,361	балла, что не позволило ему выйти в финал многоборья, а по итогам соревнований в командном первенстве его сборная заняла всего лишь 11-е место. Единственным его финалом стал финал в вольных упражнениях, где он разделил 4-е место с болгарином Иваном Ивановым и уступил 0,050 балла Алексею Немову в борьбе за бронзу.
На чемпионате мира в том же году Эм выступал в вольных упражнениях, но занял только 6-е место. В 1998 году в составе сборной Франции он сумел завоевать свою первую и единственную награду на международном уровне, выиграв чемпионат Европы в Санкт-Петербурге в командном первенстве. В настоящее время работает тренером в монакском клубе «Этуаль», готовя юных гимнастов для участия в Олимпийских играх, чемпионатах мира и Европы от сборной Франции.
Супруга — гимнастка Барбара Эм-Соланc, участница Олимпиады-1992 в Барселоне, также работает тренером в том же клубе. Воспитывают детей Маттео и Лоренцо. В 1997 году Тьерри и Барбара принимали участие в шоу «Fort Boyard», однако выиграли с командой только утешительный приз в 10 тысяч франков.